# František Novák (poslanec ČSS)
František Novák, též František X. Novák, byl český a československý politik Československé strany socialistické a poúnorový poslanec Národního shromáždění ČSR.

## Biografie
V roce 1948 se uvádí jako Ing. Novák František X., úředník, legionář a člen předsednictva ČSS. Bydlel v Praze.
Během únorovém převratu v roce 1948 a v následné době patřil k frakci tehdejší národně socialistické strany loajální vůči Komunistické straně Československa, která v národně socialistické straně převzala moc a proměnila ji na Československou socialistickou stranu coby spojence komunistického režimu. Ve volbách roku 1948 byl zvolen do Národního shromáždění za ČSS ve volebním kraji Karlovy Vary. V parlamentu setrval do konce funkčního období, tedy do voleb v roce 1954.